# Галиева, Арухан
Арухан Галиева (англ. Aruhan Galieva; род. 14 августа 1991) — британская актриса, музыкант, комик и защитница окружающей среды казахского происхождения.

## Юные годы
Галиева родилась в Лидсе, Йоркшир, в семье казахского скрипача Марата Бисенгалиева и британской флейтистки Стины Уилсон. Она начала петь ещё ребёнком и работала с Карлом Дженкинсом, выступая с 11 лет. С 2005 по 2010 год она училась в Королевской школе в Кентербери. Она была музыковедом и пела в хоре в школе. Галиева вошла в труппу Национального молодёжного театра «REP Company».

## Карьера
Её дебютное выступление состоялось в возрасте 11 лет в Театре оперы и балета имени Абая в Алматы, Казахстан. Затем последовал её британский дебют в Альберт-холле в Лондоне, тогда ей было 13 лет. Галиева приобрела известность благодаря своей работе в качестве сольного сопрано в альбоме Tlep Карла Дженкинса на лейбле Sony BMG, а также работе над последующим альбомом «Shakarim», премьера которого состоялась в Королевском фестивальном зале.
В 2012 году Галиева появилась в экранизации «Анна Каренина» Джо Райта. В 2014 году она сыграла одну из главных ролей в фильме BBC Three «Девушки из Глазго», основанном на реальной истории о знаменитых активистках. В 2015 году состоялся её профессиональный театральный дебют в шекспировском «Глобусе» в роли Бланки Кастильской в постановке Джеймса Дакра «Король Иоанн».
В 2016 году Галиева появилась в эпизоде «Люди против огня» сериала-антологии «Чёрное зеркало». С 2017 по 2018 год она играла Бесу Котти в медицинской мыльной опере BBC «Врачи». В 2020 году она появилась в «Вы меня слышите?», седьмом эпизоде двенадцатого сезона сериала «Доктор Кто».
Галиева представила своё первое сольное комедийное шоу Eco Maniac на фестивале Brighton Fringe Festival 2022 года, за которое она получила стипендию Люка Ролласона. Она была номинирована на премию Off West End Award за роль Лорен в спектакле «Kinky Boots» в Королевском театре в Хорнчерче. Она написала сценарии для веб-сериалов Nasty Neighbours и The B@it, а также для SeanceCast.
На местных выборах 2022 года Галиева безуспешно баллотировалась в качестве представителя Эбби Вуд от Зелёной партии Англии и Уэльса в Совет Гринвича. На всеобщих выборах 2024 года Галиева была кандидатом от Зелёной партии Англии и Уэльса в Южном Дербишире. Она стала амбассадором Фонда сохранения летучих мышей.
В июле 2025 года Галиева появилась в комедийном сериале «Время недели» на BBC Radio 4 в составе ансамбля характерных комиков.

## Фильмография

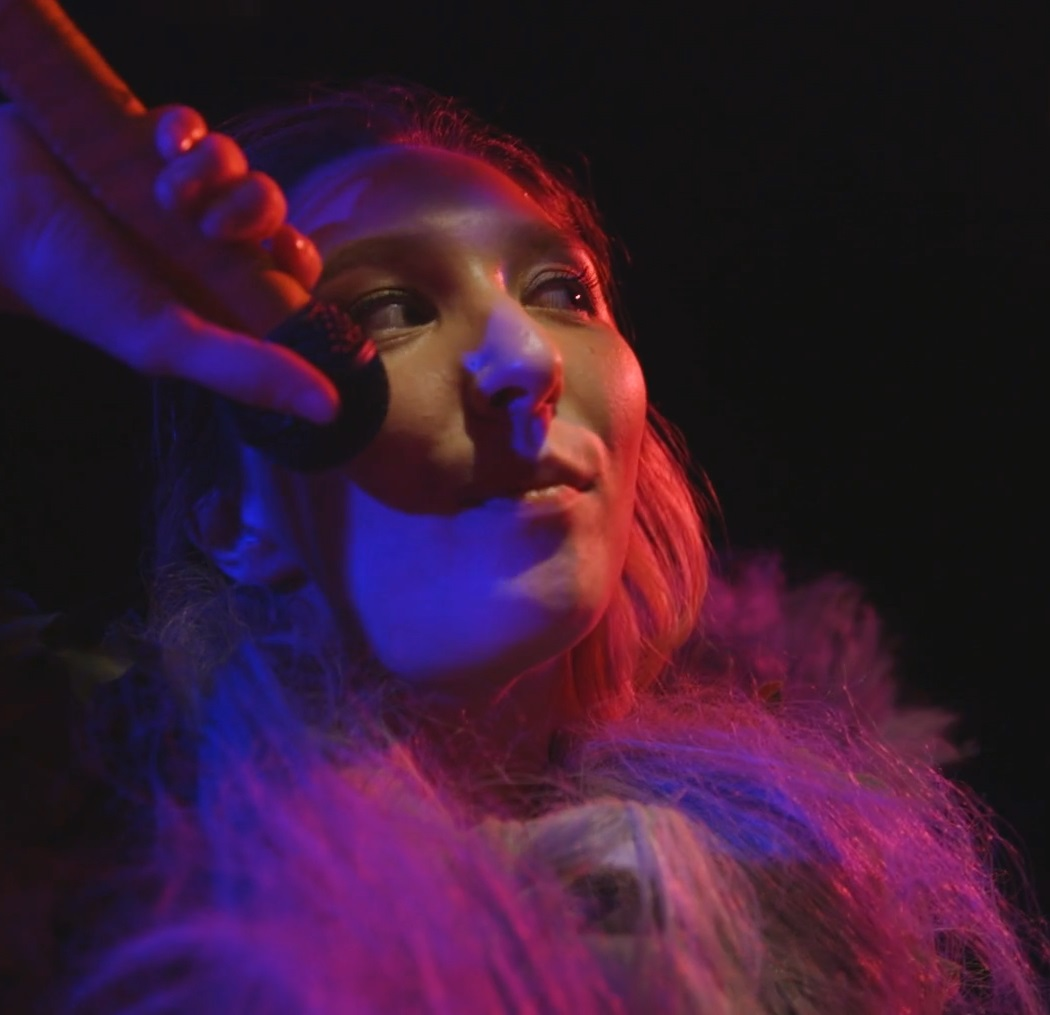
Арухан Галиева, Двенадцатая ночь — Театр Southwark Playhouse 2019

| Год  | Название                           | Роль             | Прим.                      |
| ---- | ---------------------------------- | ---------------- | -------------------------- |
| 2011 | Уайтчепел                          | Ана              | 1 эпизод                   |
| 2012 | Анна Каренина                      | Арухан           |                            |
| 2014 | Coalition Fangirls                 | Дженни           | Короткометражный фильм     |
| 2014 | Glasgow Girls                      | Роза Салих       | Телефильм                  |
| 2016 | Чёрное зеркало                     | Деревенская мать | Эпизод: "Люди против огня" |
| 2018 | Врачи                              | Беса Котти       | 9 эпизодов                 |
| 2019 | We Have Always Lived in the Castle | Меррикэт         | Короткометражный фильм     |
| 2020 | Доктор Кто                         | Тахира           | Эпизод: "Вы меня слышите?" |
| 2022 | The Emily Atack Show               |                  | 4 эпизода                  |

## Театр
| Год  | Название             | Роль               | Прим.                                                                |
| ---- | -------------------- | ------------------ | -------------------------------------------------------------------- |
| 2015 | Король Иоанн         | Бланка Кастильская | Театр Глобус, Лондон / Royal & Derngate, Нортгемптон                 |
| 2015 | Вакханки             | Вакханка           | Театр Алмейда, Лондон                                                |
| 2016 | Два веронца          | Сильвия            | Театр «Глобус», Лондон / Театр Everyman, Ливерпуль / Европейский тур |
| 2017 | Двенадцатая ночь     | Оливия             | Театр Уотермилл, Багнор                                              |
| 2017 | Ромео и Джульетта    | Джульетта          | Театр Уотермилл, Багнор                                              |
| 2018 | Много шума из ничего | Герой              | Театр «Глобус», Лондон                                               |
| 2018 | Комедия ошибок       | Люсиана            | Королевская шекспировская труппа (First Encounters Tour)             |
| 2019 | Двенадцатая ночь     | Фест               | Southwark Playhouse, Лондон                                          |
| 2020 | Моя кузина Рэйчел    | Луиза              | Королевский театр в Бате / Тур по Великобритании                     |
| 2021 | Джиновая лихорадка!  | Мэри               | Royal & Derngate, Нортгемптон                                        |
| 2022 | Kinky Boots          | Лорен              | New Wolsey Theatre, Ипсуич / Королевский театр в Хорнчерче           |
| 2023 | Красотка с Запада    | Рафман             | Театр «Лебедь», Стратфорд-на-Эйвоне                                  |